# Wilby Fletcher
Wilbert „Wilby“ Fletcher (* 18. Oktober 1954 in Wilmington, Delaware; † 15. Oktober 2009 ebenda) war ein US-amerikanischer Jazz-Schlagzeuger.
Fletcher begann mit vier Jahren Schlagzeug zu spielen, besuchte in Wilmington die George Gray Elementary School und graduierte 1972 an der P.S. DuPont High School. Danach studierte er am Berklee College of Music in Boston. Bereits mit 15 Jahren begann er als professioneller Schlagzeuger zu arbeiten. In den 1970er Jahren wurde er Nachfolger von Alphonse Mouzon in der Band von McCoy Tyner, mit dem er erstmals im The Jazz Showcase in Chicago auftrat, ohne vorher geprobt zu haben. Außerdem arbeitete er mit Ron Carter, Grover Washington Jr., Charles Fambrough, Lonnie Liston Smith, Bobby Watson und dem Geiger John Blake, an dessen Alben Maiden Dance und A Twinkling of an Eye er mitwirkte; ferner trat er mit Michel Petrucciani, Roy Ayers und Harry Belafonte auf. Mehrere Jahre war Fletcher Hausdrummer im Trump Castle in Atlantic City, New Jersey und war bei der Alvin Ailey Dance Company in New York City tätig. Im Bereich des Jazz wirkte Fletcher zwischen 1974 und 2007 bei 31 Aufnahmesessions mit.